# La quema de Cíbola
La quema de Cibola (título original en inglés: Cibola Burn) es una novela de ciencia ficción escrita por James SA Corey (seudónimo de Daniel Abraham y Ty Franck), publicada en 2014, es el cuarto libro de la serie The Expanse. La novela sigue a la tripulación de la Rocinante en el momento en el que incorporan a la migración de la humanidad hacia la galaxia, utilizando portales construidos por una antigua civilización que también creó la protomolécula. En el lanzamiento de La quema de Cibola, Orbit Books anunció que James SA Corey escribiría tres libros adicionales (sumándose a dos que ya estaban planeados) finalizando la serie con nueve novelas y varias historias cortas. La quema de Cibola sirve como base para la cuarta temporada de la serie de televisión The Expanse, que fue lanzada por Amazon Video el 13 de diciembre de 2019.

## Resumen de la trama
Tras los eventos de La puerta de Abadón, la humanidad ha obtenido acceso a miles de nuevos mundos y sistemas solares a través de una vasta red de puertas que se extienden por toda la galaxia. Al comienzo de La quema de Cibola las Naciones Unidas, los gobiernos de la alianza Marciana y la OPA (del inglés Outer Planets Alliance) han restringido los esfuerzos de exploración y colonización a una única misión científica corporativa en uno de estos planetas. Para complicar las cosas, antes de que entrara en vigor el bloqueo militar de los anillos se creó un asentamiento colonial en uno de los planetas accesibles por la red de puertas. Ambos lados reclaman la propiedad en una confrontación que refleja muchas interacciones coloniales a lo largo de la historia. James Holden es enviado para mediar en las interacciones entre los colonos y los científicos cuando las tensiones políticas y raciales culminan en violencia.
Holden llega a un mundo al borde de la guerra, perseguido por la presencia incorpórea de Miller, quien desea investigar la desaparición de los antiguos habitantes del planeta, sin embargo el mayor peligro para Holden, los colonos y científicos no son los desacuerdos que han traído consigo, sino la 'frontera'. Al igual que con el asentamiento del oeste americano y muchos proyectos coloniales del pasado, la frontera en la cual la humanidad se ha aventurado es vasta, descontrolada y llena de peligros. Cuando una misteriosa enfermedad y un horrible desastre atacan al mismo tiempo poniendo en peligro las vidas de los colonos y aquellos en órbita, Holden y Miller deben aventurarse en las ruinas de una antigua civilización en búsqueda de algo que pueda salvarlos a todos

## Personajes
- Basia Merton es uno de los refugiados de Ganímedes, quien rehusó puerto seguro en el sistema solar. Su nave atravesó la puerta para ser la  primera nave en asentar un nuevo planeta llamado Ilus por sus habitantes.
- Elvi Okoye es una científica parte de un equipo enviado por las Naciones Unidas. Su tarea original era la de llevar a cabo un estudio del planeta Ilus en un estado prístino, pero la colonización del planeta por Basia Merton y su tripulación lo hicieron imposible.
- Dmitri Havelock antiguo compañero de Miller en Ceres, es ahora jefe de seguridad de la misión de las Naciones Unidas en New Terra.
- James Holden enviado por Chrisjen Avasarala quien al detectar problemas en Ilus/New Terra, ve la necesidad de enviar alguien quien sea percibido como imparcial, para negociar y reportar eventos que ocurren en el planeta.
- Joe Miller sigue intentando descubrir su rol dentro de la estructura alienígena mientras mantiene su conexión con Holden.

## Recepción
Publishers Weekly le dio una reseña destacada y la calificó de "espléndida".